# Гайді Брюль
Гайді Розмарі Брюль (нім. Heidi Rosemarie Brühl 30 січня 1942 Грефельфінг, Верхня Баварія — 8 червня 1991 Штарнберг) — німецька співачка і актриса, яка стала відома ще підлітком і мала плідну кар'єру в кіно та на телебаченні. Вона також була успішним художником-постановником і відома своєю участю в Євробаченні 1963 року.

## Рання кар'єра
Перша поява Гайді була у фільмі 1954 року Der letzte Sommer з Лізолеттою Пульвер, але в ролі Даллі, в тому, що стало відомо як «Immenhof films», після цього вона прославилася в Німеччині. Die Mädels vom Immenhof, адаптований з роману дитячої письменниці Урсули Брунс, з'явився в 1955 році, а за ним випустили ще два сиквели: Hochzeit auf Immenhof і Ferien auf Immenhof з річним інтервалом. Вона повернулася до ролі в Frühling auf Immenhof в 1974 році.
У 1959 році Брюль отримала рекордну угоду з лейблом Philips і її перший сингл «Chico Chico Charlie» досяг п'ятого номера. У 1960 році її запис «Wir wollen niemals auseinandergeh'n» або «We Will Never Part (Золоте кільце)» продався на понад мільйон копій і був нагороджений золотим диском.

## Євробачення
Брюль вперше взяла участь у відборі німецького «Євробачення» в 1960 році з композицією Міхаеля Яри «Wir wollen niemals auseinandergehen» («We Never Want to Be Apart»), який посів друге місце, але був у топі німецьких синглів протягом дев'ятьох тижнів. Вона знову брала участь в 1963 році, і на цей раз була успішно. Пісня «Марсель» була обрана на восьме Євробачення, яке відбулося 23 березня в Лондоні. «Марсель» завершив конкурс на дев'ятому місці з 16 записів.

## Пізніша акторська кар'єра
Брюль знялася разом з Гаєм Вільямсом у фільмі 1963 року Капітан Синдбад. Вона познайомилася з американським актором Бреттом Гелсі і переїхала з ним до Риму, де вони одружились в грудні 1964 року. У 1970 році вона переїхала до Сполучених Штатів, де з'являлась у Лас-Вегасі і в епізодах Коломбо (Найнебезпечніший матч, 1973). Вона повернулася до Німеччини, щоб зіграти в двох наступних сиквелах Імменгофа в 1973-74 роках, Zwillinge vom Immenhof та Frühling auf Immenhof. Вона з'явилася в The Eiger Sanction в 1975 році як Анна Монтень, спокуслива дружина французького альпініста.
Брюль і Гелсі розлучились у 1976 році, і вона повернулася до Німеччини в наступному році. Вона займалася фільмами The NeverEnding Story і Look Who Talking Too, а її останні ролі були в телевізійних серіалах Ein Fall für zwei і Praxis Bülowbogen.

## Смерть
Брюль померла від раку молочної залози 8 червня 1991 року у Штарнберзі у віці 49 років.